# スーパーセンター

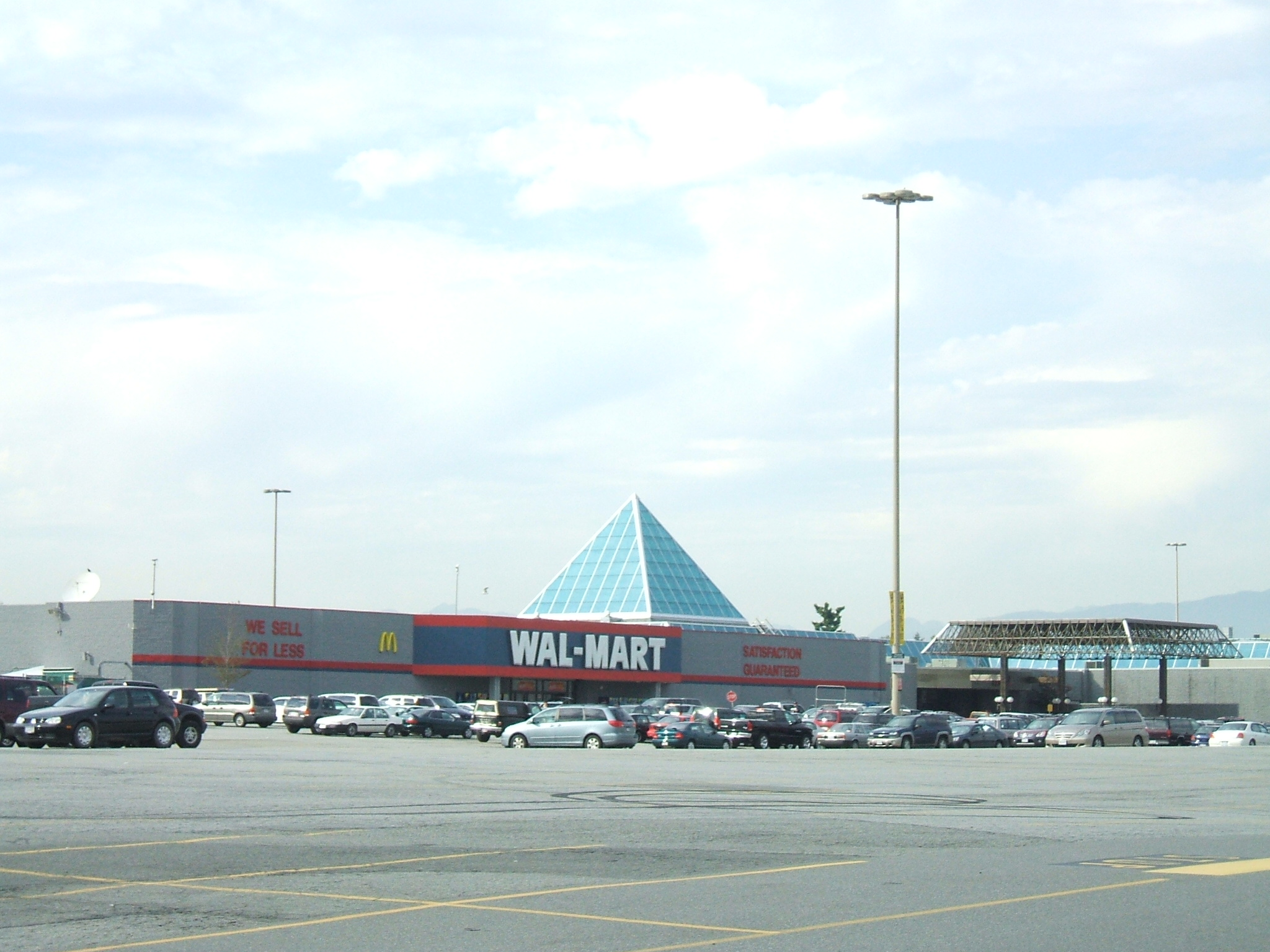
カナダにある、アメリカ発のウォルマート・スーパーセンター

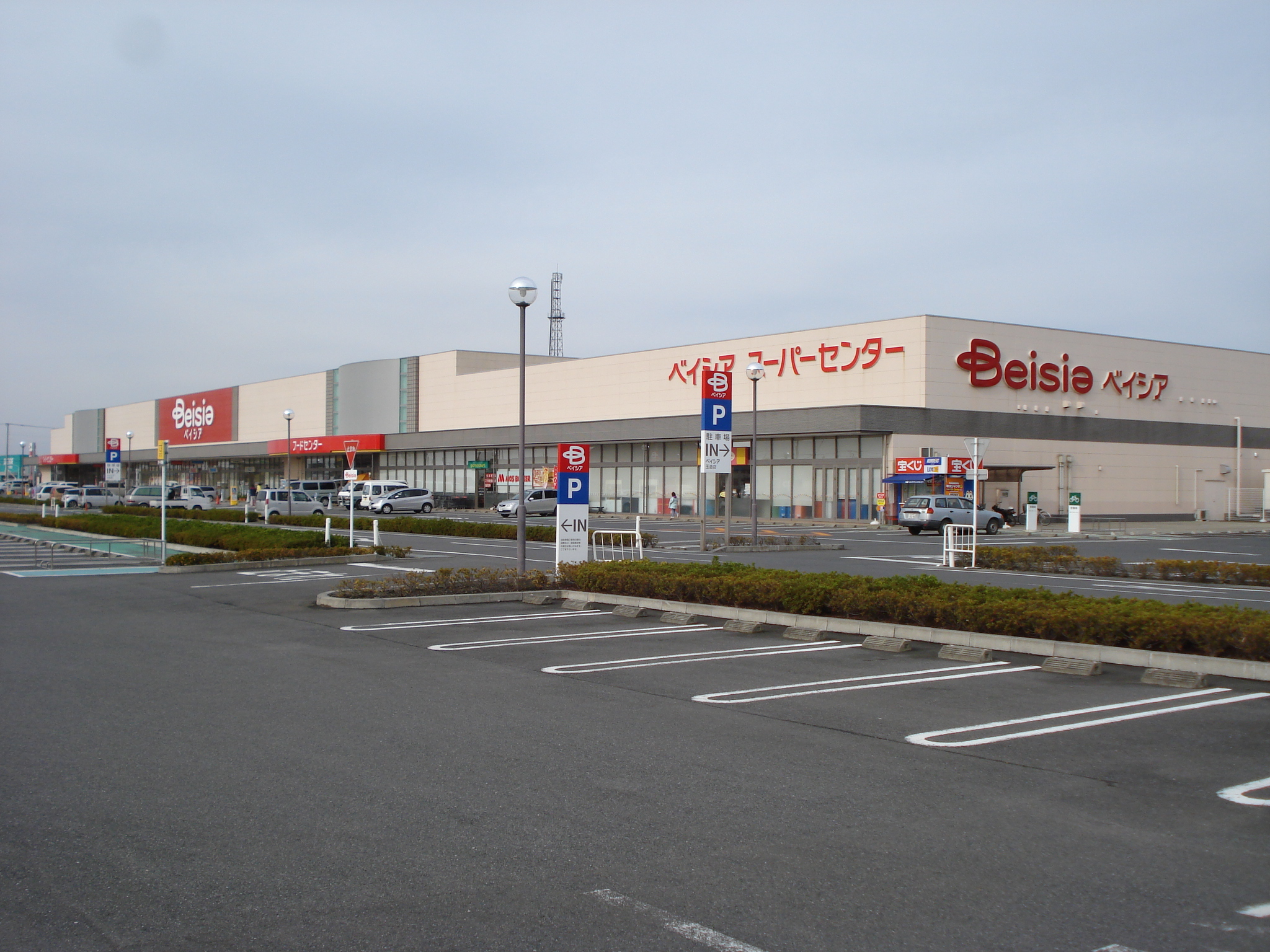
日本の典型的なスーパーセンター・ベイシア スーパーセンター玉造店（茨城県行方市）

スーパーセンター（SUC）は、スーパーマーケット（食品スーパー）とディスカウントストアを完全に一体化して、衣食住全てを扱うフルラインの売り場をワンフロアに納め、1箇所のレジにて集中して会計する総合スーパーの小売業態である。アメリカのウォルマート社が、この業態の店舗をスーパーセンターと称したことが始まりである。
日本においては、スーパーマーケット（食品スーパー）とホームセンターを足したような店もスーパーセンターと呼ばれる（綿半ホームエイドなど）。

## 概要
フランスのカルフールの主力業態であるハイパーマーケットの衣食住全てを扱うワンフロア・集中レジ方式をアメリカに導入して、1万品目の食品と4万品目の非食品を扱う業態として展開したが、うまく行かなかったため、当時規模が競争における優位性に重要とされていたハイパーマーケット業態の食品と非食品のワンストップでの利便性であることに着目し、売場面積の調整や試食コーナーの開設を含む食品販売方法の改善、品揃えの拡充などを行って確立した業態である。そのため、当初はウォルマートの業態のみを指す言葉であった。
ウォルマートが展開している「スーパーセンター」は、売場面積1〜2万m2に衣食住フルラインの約10万品目をワンフロア・集中レジ方式で扱ってコストを引き下げ、毎日同じ低価格で提供する「エブリデー・ロープライス（EDLP）」を実現している。
このワンフロアという特徴により、店舗建設費の削減に繋がるほか、全店で一箇所のレジで管理可能となるため、多層階の総合スーパーより顧客の売り場全体への誘導がスムーズで衣食住全般にまたがる幅広い品目の買い回りに繋がると同時に、人件費を含むランニングコストも下がり、それが低価格と利便性を両立させて競争力が高まる好循環を生んでいる。
こうした特性を実現するワンフロア1〜2万m2に衣食住フルラインという業態であることから、土地代の安いことを必要とする地方の郊外に立地するのが通例で、その中で成り立つようアメリカで3 - 5万人、日本で3-10万人程度の商圏人口で成り立つ小商圏の大型小売店となるような商品構成の工夫が必要なため、アメリカのウォルマート、Kマートや、日本のPLANT、A-Zスーパーセンター、ベイシアのような地方や郊外に拠点を置き、その生活習慣に詳しい企業が成功することが多い。
人口密度の低い地方で有効な、衣食住のフルラインの店舗を地価の安さを生かしたワンフロア集中レジ方式で展開するという低コストのフォーマットは、フランスの学者ルネ・ユーリックが提唱した「小さな町には大きくつくれ。大きな町には小さくつくれ」の前半部「小さな町には大きくつくれ。」を具体化したものといえる。
日本においても従来型のGMSと呼ばれる総合スーパーに代わるものとして注目を集めた。ウォルマートの子会社化した西友やイオンなども参入しているが、イオンが2010年までに100店体制とするとしていたのを達成できず、一部では逆にスーパーセンターとして開業した店舗を別形態のディスカウントストアに業態転換して撤退する例が見られる。日本国内でのスーパーセンターの先駆けで福島県を中心に展開していた藤越も経営が悪化し、最終的にはヨークベニマルに吸収され転換するなど、日本全体ではまだ従来型の総合スーパーやホームセンター+別会計食品スーパー店舗に取って代わるほどの定着は見られない。
ホームセンターから参入したジョイは、生鮮食料品などの日持ちのしない食品の在庫管理に失敗して撤退した。一方で同じくホームセンターから参入した綿半ホームエイドは、各地の店舗を業態転換させたり新規開店を行って店舗数を増やし、2006年度には売上高伸び率が長野県内の大手小売業者で最大を記録するなど、経営戦略によっては地域に根付いて成功している例もある。

## 特徴
スーパーセンターの特徴としては、以下の特徴がある。
- 食料品・医薬品・日用品・衣料品・家電・カー用品など、日常生活に必要な物はおおむね揃う（ワンストップショッピング）。
- 売場はワンフロアが基本。
- 集中レジ方式。
- 巨大な駐車場を用意。
- 毎日が低価格（EDLP）。

## スーパーセンターの例
- アメリカ合衆国
  - ウォルマート
  - メイヤー
  - Kマート
  - ターゲット
- 日本
  - スーパーストア（青森県）
  - スーパーセンターアマノ（秋田県）
  - スーパーセンタートラスト（秋田県）
  - ベイシア、カインズスーパーホームセンター（関東地方）
  - PLANT
  - 西友
  - イオンスーパーセンター（北海道・東北地方）※関東・中部・近畿・九州からは撤退
  - エイヴイ（神奈川県） - 平成町店のみ
  - 綿半スーパーセンター（中部地方）
  - ドミースーパーセンター（愛知県三河地方）
  - イズミヤスーパーセンター（近畿地方）
  - スーパーセンターオークワ（中部地方・近畿地方）
  - スーパーセンターマルナカ（香川県）
  - スーパーセンタートライアル、メガセンタートライアル
  - ハイパーセンターオサダ（長崎県）
  - A-Zスーパーセンター（鹿児島県）
  - ニシムタ（鹿児島県）